# Listă de reviste literare din lume

## 0-9
- 3:AM Magazine

## A
- Adam Sanat (İstanbul)
- The American Mercury
- The American Review
- American Tanka
- Anything That Moves
- Artful Dodge Arhivat în 1 septembrie 2005, la Wayback Machine.
- Athenaeum (magazine)
- The Atlantic Monthly

## B
- The Beau
- Bibelot
- BLAST (journal)
- The Bookman (New York)
- The Bookman (London)
- Bronx Biannual

## C
- The Callaloo Journal
- Cerebration
- Clipa
- Coe Review Arhivat în 26 ianuarie 2005, la Wayback Machine.
- Cricket (magazine)
- Crimson feet (India)

## D
- The Dial
- The Dublin Magazine

## E
- Eclectica Magazine
- Edinburgh Review
- The Egoist (periodical)
- The English Intelligencer
- Exquisite Corpse, revista online editata de Andrei Codrescu

## F
- Fuck You: A Magazine of the Arts

## G
- Geist (magazine)
- Glimmer Train
- Granta

## H
- Harper's
- Healing Matrix
- Hototogisu
- English and Hispanic Essays Arhivat în 28 octombrie 2005, la Wayback Machine.

## I
- Ireland Today
- The Iowa Review
- Indiana Review

## K
- Kenyon Review
- Kitap-lık (İstanbul)

## L
- The Lace Curtain
- Land-Grant College Review
- Literary Review
- Literatura și Arta
- LN LibriNuovi
- London Review of Books

## M
- The Minnesota Review
- The Missouri Review

## N
- Nemonymous
- The New Criterion
- New Quest (India)
- The New York Review of Books(NYRB)
- The New Yorker
- Nineteenth Century (periodical)
- NOÖ Journal
- La Nouvelle Revue Française (France)

## O
- Others: A Magazine of the New Verse

## P
- Paris Review
- Partisan Review
- Pindeldyboz
- Planet (magazine)
- Pleiades Arhivat în 25 octombrie 2005, la Wayback Machine.
- Ploughshares
- Poetry
- Poor Mojo's Almanac(k)

## R
- Ramparts Magazine

- Red China Magazine

## S
- Sewanee Review Arhivat în 20 septembrie 2005, la Wayback Machine.
- Shinchō (Japanese)
- The Smart Set
- SmokeLong Quarterly
- Southern Review
- Small Spiral Notebook
- Spike Magazine
- SOFTBLOW
- Story
- storySouth
- Swedish Book Review

## T
- Tel Quel
- Terra Nova - magazin cultural on-line dedicat artelor si literaturii
- Times Literary Supplement(T.L.S.)
- Transition (literary journal)

## V
- Varlık (İstanbul)
- Vedem
- Virginia Quarterly Review

## Y
- Yellow Book

## Z
- Zoetrope All-Story
- Zyzzyva

## Reviste literare din Franța
- L'Atelier du Roman
- François Buloz
- Les Cahiers du Sud
- La Jeune France
- Mercure de France
- Nouvelle Revue Française, Paris
- Revue Blanche
- Revue littéraire

## Reviste literare din Germania
- Der Freund, Kathmandu/Hamburg
- SIC - Zeitschrift für Literatur, Aachen/Berlin
- EDIT-Papier für neue Texte, Leipzig
- BELLA triste, Hildesheim
- transatlantik
- Neue Deutsche Literatur
- nowy mir
- Sinn und Form
- @cetera (Literarische Gesellschaft St. Pölten)